# Edvard Mauritz Friedrich Otto Herse
Edvard Mauritz Friedrich Otto Herse, född 1812 i Storhertigdömet Mecklenburg-Schwerin, död 19 november 1850 i Stockholm, var en svensk cellist och klarinettist vid Kungliga hovkapellet.

## Biografi
Edvard Mauritz Friedrich Otto Herse föddes 1812 i Storhertigdömet Mecklenburg-Schwerin. Han anställdes den 1 september 1838 som cellist vid Kungliga hovkapellet i Stockholm. Den 1 juli 1844 anställdes han istället som klarinettist. Herse avled 19 november 1850 i Stockholm.